# Louis B. Mayer
Louis Burt Mayer, nascido Lazar Meir (Dymer, 12 de julho de 1884 — Los Angeles, 29 de outubro de 1957) foi um produtor de cinema estadunidense nascido na Ucrânia, conhecido como um dos fundadores do famoso estúdio de Hollywood Metro-Goldwyn-Mayer.
Ele é geralmente citado como o criador do "sistema estrelar"- um método usado para criar e promover estrelas de filmes no cinema clássico de Hollywood por escolher personalidades, como nomes, a eles - dentro da Metro-Goldwyn-Mayer (MGM) nos seus anos dourados. Conhecido por Louis B. Mayer e frequentemente simplesmente como "L.B.", ele acreditou em "entretenimento beneficial " e recolheu "mais estrelas do que no céu ".

## Biografia

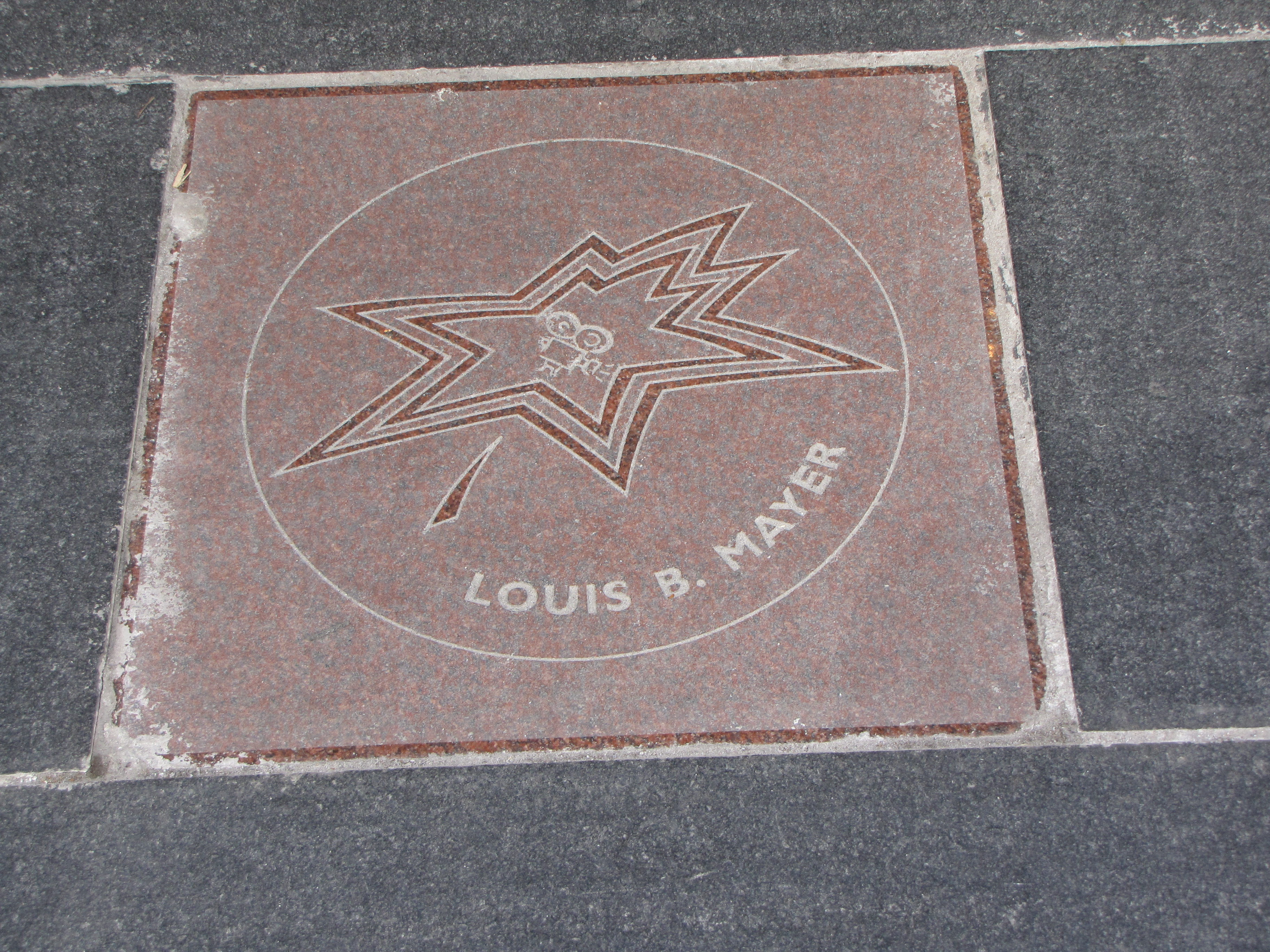
Estrela de Louis B. Mayer na Calçada da Fama do Canadá.

Mayer nasceu Lazar Mayer na Ucrânia, e cresceu em Saint John, New Brunswick, no Canadá, depois que seus pais fugiram da opressão da Rússia em 1886. Ele teve uma infância brutal, cresceu na pobreza e sofrimento devido ao abuso físico e emocional de seu pai, vendedor ambulante. Em 1890, ele mudou seu nome para Louis e falsificou sua data de nascimento para 4 de julho de 1885, uma data que ele considerava mais "patriótica". Ele se mudou para Boston em 1904 e trabalhou como negociante de sucata de metal, até que conseguiu comprar um teatro burlesco. Embora tenha ganho muito dinheiro, mostrando filmes, o seu empreendimento foi o início do teatro legítimo em New England. Como seu império do teatro expandido, ele havia adquirido e reformado pequenos cinemas suficientes para ser capaz de mudar seus negócios para Los Angeles e se aventurar na produção de filmes em 1918, com sua produtora própria, a Louis B. Mayer Pictures Corporation. Junto com Samuel Goldwyn e Marcus Loew da Metro Pictures, ele formou uma nova empresa chamada Metro-Goldwyn-Mayer (MGM), onde Mayer era o chefe do estúdio.
Ao longo dos próximos 25 anos, a MGM foi "a Tiffany dos estúdios", produzindo mais filmes e estrelas de cinema do que qualquer outro estúdio no mundo. Mayer foi o criador principal do mito de Hollywood, o lar de estrelas como Clark Gable, Judy Garland, Joan Crawford e Jean Harlow. Mayer se tornou um dos homens mais bem pagos nos Estados Unidos, um dos mais bem-sucedidos criadores de cavalos do país, uma força política e porta-voz de Hollywood. 
Em 1948 com o surgimento da televisão e a mudança no gosto dos telespectadores a MGM perdeu espectadores consideravelmente. Com ordens de controlar os gastos, Mayer contratou um novo chefe de produção, Dore Schary, que ao contrário de Mayer, que gostava de filmes-espetáculos, Dore preferia filmes que passassem mensagens. Em 1951 havia três anos que a MGM não ganhava um prêmio Oscar, aumentando a tensão entre Mayer e o estúdio, que já não acreditava que ele pudesse virar o jogo, o demitiu do posto de chefe, sendo substituído por Schary. Mayer ainda tentou contornar a situação mas não conseguiu e se aposentou da vida pública.
Faleceu em 1957 de leucemia.